# 門下秀太郎
門下 秀太郎（かどした しゅうたろう、1998年9月11日 - ）は、日本の俳優。
ソニー・ミュージックアーティスツ所属。長崎県出身。

## 略歴
2016年、第3回SonyMusic×smartオーディションでグランプリを受賞。同期には近藤勇磨がいる。
男性ファッション誌・宝島社"smart"でモデルとして活動中。
2017年7月15日に公開された映画『人狼ゲーム マッドランド』で周太樹役で俳優デビュー。

## 人物
ハーフのような顔立ちではあるが純日本人であることを公言している。
特技は野球で、地元である長崎では特待生として野球の強豪校に進学したほどの実力。

## 出演

### テレビドラマ
- 先に生まれただけの僕（2017年10月14日 - 2017年12月16日、日本テレビ）- 大矢龍吉 役
- 花のち晴れ〜花男 Next season〜（2018年4月17日 - 2018年6月26日、TBSテレビ） - 佐伯恒成 役
- 長閑の庭 (2019年6月2日 - 2019年6月23日、BSプレミアム) - 堀部翔太 役
- GARO -VERSUS ROAD (2020年4月2日 - 、TOKYO MX) - 奏風大 役
- 暴太郎戦隊ドンブラザーズ ドン3話（2022年3月20日、テレビ朝日） - クロクマ 役

### 映画
- 人狼ゲーム マッドランド（2017年7月15日公開、AMGエンタテインメント）- 周太樹 役
- 青い、森 (2018年9月29日公開、CINEMA CARAVAN) - 志村 役

### 配信ドラマ
- やれたかも委員会 人妻編（2017年2月10日、AbemaTV）- 男子高校生 役
- SICK'S 覇乃抄 〜内閣情報調査室特務事項専従係事件簿〜 第8話（2019年3月22日 - 5月17日、Paravi）

### ミュージックビデオ
- WANIMA 「これだけは」（2016年5月17日）

### CM
- 味の素「アミノバイタル」（2017年4月8日 - ）